# Іан Меєрдрес
Іан Мейєрдрес (нід. Ian Meierdres; народився 24 грудня 1988, Бреда, Нідерланди) — нідерландський хокеїст, воротар. Тепер виступає за «Тілбург Трепперс» в Ередивізі. У складі національної збірної Нідерландів учасник кваліфікаційного турніру до зимових Олімпійських ігор 2010, учасник чемпіонатів світу 2008 (дивізіон I) і 2010 (дивізіон I). У складі молодіжної збірної Нідерландів учасник чемпіонатів світу 2007 (дивізіон II) і 2008 (дивізіон II). У складі юніорської збірної Нідерландів учасник чемпіонатів світу 2005 (дивізіон II) і 2006 (дивізіон II). 
Виступав за «Тілбург Трепперс» і «Тілбург Трепперс-2».